# Comtat de Riverside
El comtat de Riverside (en anglès: Riverside County), fundat en 1893, és un 58 comtats de l'estat nord-americà de Califòrnia. L'any 2007, el comtat tenia 2.073.571 habitants i una densitat de població era de 83 persones per km². La seu de comtat és Riverside.

## Geografia
Segons l'Oficina del Cens, el comtat té una àrea total de 18.914,7 km², de la qual 18.666 km² és terra i 248,6 km² (1,31%) és aigua.

### Comtats adjacents
- Comtat de San Bernardino (nord)
- Comtat de la Pau, Arizona (aquest)
- Comtat de San Diego i Imperial (sud)
- Comtat d'Orange (oest)

## Demografia
Al cens del 2000 hi havia 1.545.387 persones, 506.218 llars i 372.576 famílies residint en el comtat. La densitat poblacional era de 83 persones per km². El 2000 hi havia 584.674 unitats habitacionals en una densitat de 31 hab./km². La demografia del comtat era de 65,58% blancs, 6,24% afroamericans, 1,18% amerindis, 3,69% asiàtics, 0,25% illencs del Pacífic, 18,69% d'altres races i 4,37% de dos o més races. El 36,21% de la població era d'origen hispà o llatí de qualsevol raça.
Segons l'Oficina del Cens el 2008 els ingressos mitjans per llar en la localitat eren de 58.168$, i els ingressos mitjans per família eren de 65.104$. Els homes tenien una renda mitjana de 38.639$ enfront dels 28.032$ per a les dones. La renda per capita de la població era de 18.689$. Al voltant de el 14,20% de la població estaven per sota del llindar de pobresa.

## Transport

### Principals autopistes
| - Interestatal 10 - Interestatal 15 - Interestatal 215 - U.S. Route 95 - Historic U.S. Route 99 | - Ruta Estatal 60 - Ruta Estatal 62 - Ruta Estatal 71 - Ruta Estatal 74 - Ruta Estatal 78 - Ruta Estatal 79 | - Ruta Estatal 86 - Ruta Estatal 91 - Ruta Estatal 111 - Ruta Estatal 177 - Ruta Estatal 195 |

### Aeroports
- Aeroport Internacional de Palm Springs

## Transport públic
Les agències principals de transport públic al Comtat de Riverside són l'Agència de Transports de Riverside a l'oest i Sunline al Vall Coachella. També hi ha servei de Metrolink a les ciutats de Riverside i Corona.

## Localitats

### Ciutats
| Ciutats del comtat de Riverside | Incorporació | Població, 2007 | Ingressos mitjans, 2006 |
| ------------------------------- | ------------ | -------------- | ----------------------- |
| Banning                         | 1913         | 28.272         | $ 41.268                |
| Beaumont                        | 1912         | 28.250         | $ 39.553                |
| Blythe                          | 1916         | 22.178         | $ 45.302                |
| Calimesa                        | 1990         | 7.415          | $ 47.406                |
| Canyon Lake                     | 1990         | 10.939         | $ 70.106                |
| Cathedral City                  | 1981         | 51.081         | $ 50.654                |
| corona                          | 1896         | 144.661        | $ 72.162                |
| Coachella                       | 1946         | 35.207         | $ 33.402                |
| Desert Hot Springs              | 1963         | 22.011         | $ 33.263                |
| Eastvale                        | 2010         | -              | -                       |
| Hemet                           | 1910         | 69.544         | $ 31.749                |
| Indian Wells                    | 1967         | 4.865          | $ 120.074               |
| Indio                           | 1930         | 71.654         | $ 45.143                |
| Jurupa Valley                   | 2011         | 88,000         |                         |
| Lake Elsinore                   | 1888         | 40.985         | $ 54.595                |
| la Quinta                       | 1982         | 38.340         | $ 71.127                |
| Menifee                         | 2008         | 60.000         | -                       |
| Moreno Valley                   | 1984         | 174.565        | $ 52.426                |
| Murrieta                        | 1991         | 92.933         | $ 75.102                |
| Norco                           | 1964         | 27.262         | $ 62.652                |
| Palm Desert                     | 1973         | 49.539         | $ 61.789                |
| Palm Springs                    | 1938         | 46.437         | $ 46.399                |
| Perris                          | 1911         | 47.139         | $ 35.338                |
| Rancho Mirage                   | 1973         | 16.672         | $ 78.434                |
| riverside                       | 1883         | 287.820        | $ 52.023                |
| Sant Jacinto                    | 1888         | 31.066         | $ 39.235                |
| Temecula                        | 1989         | 93.923         | $ 71.754                |
| Wildomar                        | 2008         | 14.064         | $ 49.081                |

### Llocs designats pel cens i comunitats no incorporades
| - Aguanga - Anza - Bermuda Dunes - Cabazon - Cherry Valley - Chiriaco Summit - Coronita - Crestmore Heights - Desert Beach - Desert Center - Desert Edge - Desert Palms - East Blythe - Eagle Mountain - Eagle Valley - East Hemet - El Cerrito - El Sobrante | - Glen Avon - Good Hope - Green Acres - Highgrove - Home Gardens - Homeland - Idyllwild-Pine Cove - Lake Riverside - Lake Mathews - Lake Tamarisk - Lakeland Village - Lakeview - Lost Lake - March Joint - Meadowbrook - Mead Valley - Mecca - Mesa Verde - Midland - Mira Loma - Mountain Center - Murrieta Hot Springs - North Shore - Nuevo - Oasis | - Pedley - Pine Cove - Quail Valley - Rancho California - Ripley - Romoland - Rubidoux - Sedco Hills - Sky Valley - Sun City - Sunnyslope - Temescal Valley - Thermal - Thousand Palms - Valle Vista - Vista Santa Rosa - Warm Springs - Winchester - Whitewater - Woodcrest |